# Tiffield
Tiffield – wieś w Anglii, w hrabstwie Northamptonshire, w dystrykcie (unitary authority) West Northamptonshire. Leży 5 km na południe od miasta Northampton i 93 km na północny zachód od Londynu. W 2001 miejscowość liczyła 370 mieszkańców.